# Walnut Creek (Carolina del Nord)
Walnut Creek è un villaggio degli Stati Uniti d'America, situato in Carolina del Nord, nella contea di Wayne.